# Иомере
Иомере (порт. Iomerê)  —  муниципалитет в Бразилии, входит в штат Санта-Катарина. Составная часть мезорегиона Запад штата Санта-Катарина. Входит в экономико-статистический  микрорегион Жоасаба. Население составляет 2707 человек на 2006 год. Занимает площадь 114,735 км². Плотность населения — 23,6 чел./км².

## Статистика
- Валовой внутренний продукт на 2003 составляет 54.720.272,00 реалов (данные: Бразильский институт географии и статистики).
- Валовой внутренний продукт на душу населения на 2003 составляет 20.750,96 реалов (данные: Бразильский институт географии и статистики).
- Индекс развития человеческого потенциала на 2000 составляет 0,849 (данные: Программа развития ООН).